# Skonto Football Club
Lo Skonto Football Club, meglio noto come Skonto FC e a livello internazionale come Skonto Riga, è stata una società calcistica lettone con sede nella città di Riga.
È tuttora il principale club per numero di trofei nazionali e ha da sempre fornito la maggior parte dei giocatori della nazionale lettone.
Un tentativo di rifondare a pieno titolo il club fu attuato dall'RTU-Skonto Akademy, ma fallì nel 2018.

## Storia
Fondato nel 1991 sulle ceneri del Forum-Skonto, lo Skonto Riga ha vinto per ben 14 volte consecutive la Virslīga, dal 1991 al 2004, prima squadra (e fino al 2016 unica) nel mondo per vittorie di fila in un campionato nazionale, imponendosi in alcune annate anche con più di 20 punti sulla seconda classificata. Soltanto nel 2001 la corsa al titolo fu combattuta, quando il Ventspils perse il primato a favore dello Skonto a poche giornate dal termine. Nello stesso periodo vinse per sette volte la Latvijas kauss, la coppa nazionale lettone.
Oltre ai titoli, lo Skonto mantenne saldamente anche la continuità di risultati: tra il 1992 e il 1997 in sei stagioni lo Skonto Riga ha perso solo 4 incontri tenendo una serie di imbattibilità che durò due annate consecutive tra il 1994 e il 1995. Nella stagione 1998, la squadra batté l'FK Valmiera per 15-2 segnando il record di reti in una partita del campionato lettone.
Le vittorie a livello nazionale permisero una costante partecipazione alle coppe europee: per 16 stagioni consecutive (dal 1992-93 al 2007-08) lo Skonto si qualificò a una tra Champions League e Coppa UEFA. Solitamente l'eliminazione avveniva raggiunto il secondo turno, solo nella Champions League 1999-2000 lo Skonto avanzò fino al terzo turno, dove venne eliminato dal Chelsea. 
Nel 2005 finì secondo dietro al Metalurgs Liepāja e nelle stagioni successive fu sopravanzato anche dal Ventspils, continuando tuttavia a segnare record: in 18 stagioni (fino al 2009) perse solo 46 partite su 452 incontri di campionato, con una media di poco inferiore ad una sconfitta ogni 10 partite.
Nel 2010 tornò a vincere il campionato, per la 15ª volta. In seguito arrivò quattro volte al secondo posto, dal 2012, anno in cui ha vinto l'ottava coppa di Lettonia, al 2015. Il club ha conquistato anche due Coppe di Lega, nel 2014 e nel 2015.
Per 24 anni (dal 1992, anno di istituzione della Virslīga, al 2015) lo Skonto è stata l'unica squadra ad aver partecipato a tutte le edizioni del massimo campionato lettone. La serie si interrompe prima della stagione 2016, quando lo Skonto non ottiene la licenza per partecipare la Virsliga e deve iscriversi alla 1. Līga. Il club, pure penalizzato di 8 punti, disputa un campionato anonimo che conclude all'ottavo posto. A fine stagione il club fallisce definitivamente e si scioglie, mentre il settore giovanile confluisce nella squadra RTU Futbola Centrs, che nel 2017 partecipa in 1. Līga col nome di RTU/Skonto Academy.

## Palmarès

### Competizioni nazionali
- Campionato lettone: 15

1991, 1992, 1993, 1994, 1995, 1996, 1997, 1998, 1999, 2000, 2001, 2002, 2003, 2004, 2010
- Coppa di Lettonia: 8

1992, 1995, 1997, 1998, 2000, 2001, 2002, 2011-2012
- Coppa di Lega lettone: 2

2014, 2015

### Competizioni internazionali
- Coppa della Livonia: 3

2003, 2004, 2005
- Baltic League: 1

2010-2011

### Altri piazzamenti
- Campionato lettone:

Secondo posto: 2005, 2008, 2012, 2013, 2014, 2015
Terzo posto: 2006, 2009
- Coppa di Lettonia:

Finalista: 1996, 1999, 2003, 2004, 2006, 2013-2014
Semifinalista: 1993, 2005, 2007, 2008, 2009-2010
- Coppa di Lega lettone:

Quarto posto: 2013, 2016
- Supercoppa di Lettonia:

Finalista: 2013
- Coppa dei Campioni della CSI:

Finalista: 2001, 2003, 2004
Semifinalista: 1995, 1996, 1997, 1998, 1999, 2000, 2002, 2011
- Baltic League:

Finalista: 2008
- Coppa della Livonia:

Finalista: 2011

## Statistiche e record

### Partecipazioni ai campionati
| Livello | Categoria | Partecipazioni | Debutto | Ultima stagione | Totale |
| ------- | --------- | -------------- | ------- | --------------- | ------ |
| 1º      | Virslīga  | 25             | 1991    | 2015            | 25     |
| 2º      | 1. Līga   | 1              | 2016    | 2016            | 1      |

### Statistiche nelle competizioni UEFA
Tabella aggiornata alla fine della stagione 2015-2016.
| Competizione                  | Partecipazioni | G  | V  | N | P  | RF | RS |
| ----------------------------- | -------------- | -- | -- | - | -- | -- | -- |
| UEFA Champions League         | 12             | 42 | 16 | 6 | 20 | 59 | 62 |
| Coppa UEFA/UEFA Europa League | 13             | 36 | 12 | 9 | 15 | 37 | 46 |

## Organico

### Rosa 2012
| N. |                               | Ruolo | Calciatore         |
| -- | ----------------------------- | ----- | ------------------ |
| 1  | Lettonia (bandiera)           | P     | Germans Māliņš     |
| 2  | Lettonia (bandiera)           | D     | Renārs Rode        |
| 3  | Lettonia (bandiera)           | D     | Igors Savčenkovs   |
| 4  | Lettonia (bandiera)           | C     | Vjačeslavs Isajevs |
| 5  | Lettonia (bandiera)           | C     | Juris Laizāns      |
| 6  | Turkmenistan (bandiera)       | C     | Ruslan Mingazov    |
| 7  | Lettonia (bandiera)           | C     | Aleksandrs Fertovs |
| 8  | Macedonia del Nord (bandiera) | D     | Bojan Ǵorgievski   |
| 9  | Lettonia (bandiera)           | A     | Kristaps Blanks    |
| 10 | Giappone (bandiera)           | C     | Minori Satō        |
| 11 | Lettonia (bandiera)           | C     | Armands Pētersons  |
| 12 | Lettonia (bandiera)           | A     | Elvis Stuglis      |
| 13 | Russia (bandiera)             | D     | Roman Amirchanov   |
| 14 | Lettonia (bandiera)           | A     | Valērijs Šabala    |

| N. |                     | Ruolo | Calciatore                   |
| -- | ------------------- | ----- | ---------------------------- |
| 15 | Panama (bandiera)   | C     | Julio Segundo Ríos           |
| 17 | Lettonia (bandiera) | D     | Vitālijs Maksimenko          |
| 18 | Lettonia (bandiera) | D     | Kirils Ševeļovs              |
| 19 | Lituania (bandiera) | A     | Tadas Labukas                |
| 20 | Lettonia (bandiera) | C     | Andrejs Siņicins             |
| 21 | Angola (bandiera)   | D     | Luís Manuel Ferreira Delgado |
| 22 | Lettonia (bandiera) | A     | Ritvars Rugins               |
| 23 | Lettonia (bandiera) | A     | Alans Siņeļņikovs            |
| 24 | Russia (bandiera)   | D     | Adil' Ibragimov              |
| 30 | Lettonia (bandiera) | P     | Oskars Darģis                |
| 33 | Russia (bandiera)   | C     | Aleksandr Kukanos            |
| 66 | Ucraina (bandiera)  | D     | Serhij Šmatovalenko          |
| 67 | Lettonia (bandiera) | D     | Toms Rajeckis                |

### Rosa 2011
| N. |                         | Ruolo | Calciatore        |
| -- | ----------------------- | ----- | ----------------- |
| 1  | Lettonia (bandiera)     | P     | Kaspars Ikstens   |
| 2  | Lettonia (bandiera)     | D     | Vadims Gailus     |
| 3  | Lettonia (bandiera)     | D     | Renārs Rode       |
| 4  | Lettonia (bandiera)     | D     | Vitālijs Smirnovs |
| 5  | Lettonia (bandiera)     | D     | Kaspars Dubra     |
| 6  | Turkmenistan (bandiera) | C     | Ruslan Mingazov   |
| 7  | Brasile (bandiera)      | A     | Nathan Júnior     |
| 8  | Lettonia (bandiera)     | C     | Deniss Kačanovs   |
| 9  | Lettonia (bandiera)     | A     | Kristaps Blanks   |
| 10 | Lettonia (bandiera)     | A     | Artūrs Karašausks |
| 11 | Brasile (bandiera)      | C     | Fabinho           |
| 12 | Lettonia (bandiera)     | A     | Elvis Stuglis     |
| 13 | Russia (bandiera)       | A     | Andrej Nikolaev   |
| 14 | Lettonia (bandiera)     | A     | Valērijs Šabala   |

| N. |                      | Ruolo | Calciatore             |
| -- | -------------------- | ----- | ---------------------- |
| 15 | Lettonia (bandiera)  | D     | Aleksandrs Fertovs     |
| 16 | Lettonia (bandiera)  | P     | Germans Māliņš         |
| 17 | Lettonia (bandiera)  | D     | Vitālijs Maximenko     |
| 18 | Lettonia (bandiera)  | D     | Kirils Ševeļovs        |
| 19 | Lettonia (bandiera)  | C     | Igors Tarasovs         |
| 20 | Lettonia (bandiera)  | C     | Andrejs Siņicins       |
| 22 | Sudafrica (bandiera) | C     | Bally Smart            |
| 23 | Lettonia (bandiera)  | C     | Alans Siņeļņikovs      |
| 24 | Russia (bandiera)    | C     | Anton Volkov           |
| 25 | Lettonia (bandiera)  | C     | Juris Laizāns          |
| 31 | Lettonia (bandiera)  | P     | Jānis Skābardis        |
| 33 | Lettonia (bandiera)  | C     | Vladimirs Koļesņičenko |
| 35 | Lettonia (bandiera)  | C     | Armands Pētersons      |